# Сино-кавказские языки
Си́но-кавка́зские языки (де́не-кавказские) — гипотетическая макросемья, предложенная С. А. Старостиным в 1980-х годах (однако первые исследования в этом направлении провёл ещё А. Тромбетти в начале XX в.). Под этим названием объединяются несколько языковых семей и изолированных языков Евразии и Северной Америки. Объединение отвергается большинством лингвистов, однако пользуется широкой популярностью среди сторонников глубинной компаративистики. Среди лингвистов, активно занимающихся этой проблематикой, можно указать Дж. Д. Бенгтсона, М. Рулена и Виталия Шеворошкина. Предполагается, что прародиной носителей сино-кавказской семьи языков был иранский Загрос, севернее Плодородного полумесяца.

## Состав
Базовый состав сино-кавказской макросемьи языков:
- баскский язык — изолированный язык на Пиренейском полуострове
- северокавказские языки — объединение двух семей Северного Кавказа:
  - абхазо-адыгские языки
  - нахско-дагестанские языки
- хуррито-урартские языки
- хаттский язык
- енисейские языки — небольшая языковая семья в Сибири
- бурушаски — изолированный язык в Пакистане
- сино-тибетские языки
- языки на-дене — языковая семья в Северной Америке

Среди других языков и семей, предлагавшихся для включения в сино-кавказскую макросемью: этрусский (и шире тирренская семья), иберский, шумерский, вакашские, салишские и хайда, каскский (сравнивается с хаттским), кутийский (гутийский, гутейский) — сравнивается с хуррито-урартскими, ретийский и лемносский (тирренские), предполагающиеся как родственные баскскому  сиканский, лигурийский, шарданский, пиктский и аквитанский (вместе — баскиберские), нивхский, кусунда. Предлагался также нахали.

## Лингвистические доводы
В 1947 году советский лингвист кавказовед Н. Ф. Яковлев установил, что чукотский язык имеет некоторые общие черты с кавказскими (адыгскими) и индейскими (кечуа) языками.
В 1968 году советский лингвист, этнограф, доктор филологических наук, профессор, исследователь языков коренных народов Сибири А. П. Дульзон указывал на сходство кетского языка с языками индейцев Америки, а также с баскским, бурушаски и с кавказскими (адыго-абхазскими) языками.
Видный американский антрополог, лингвист Ф. Боас также считал, что в прошлом имела место непрерывная цепь родственных народностей от палеоазиатов до тихоокеанских индейцев.

## Нелингвистический довод
В исследованиях касательно истоков и распространённости обряда воздушного погребения, выполненных Г. Ю. Ситнянским, автор пришёл к выводу о значительном совпадении списка народов, практиковавших этот обряд, и народов, включаемых в сино-кавказскую макросемью языков.

## Критика
Гипотеза имеет довольно много противников в современной исторической лингвистике, как на территории бывшего СССР, так и (особенно) за его пределами. Среди основных недостатков данной гипотезы критики отмечают многочисленные натяжки в фонетических реконструкциях (А. Вовин), использование метода массового лексического сравнения, полную оторванность от данных материальной культуры (в отличие от других семей и реконструируемых макросемей, где археологические и генетические данные используются всё чаще).